# Tâmna
Tâmna es una comuna situada en el distrito de Mehedinți, en Rumania. La comuna engloba a once pueblos: Adunații Teiului, Boceni, Colareț, Cremenea, Fața Cremenii, Izvorălu, Manu, Pavăț, Plopi, Tâmna y Valea Ursului. Según el censo de 2011, Tâmna cuenta con 3260 habitantes.

## Demografía
El censo de 2011 indica un total de 3260 habitantes repartidos entre los once pueblos, lo cual supone una caída moderada con respecto al censo de 2002, que registró 3715 habitantes.

## Administración
La comuna es administrada por un consejo compuesto por 13 consejeros. El alcalde actual, Ion Cioară, fue elegido por primera vez en 1996, y ha ganado todas las elecciones municipales desde entonces. Pertenece al Partido Social Demócrata.

## Educación
La comuna dispone de cuatro escuelas primarias. Dos de ellas, Pavăț y Plopi, cubren los cuatro primeros años de escolaridad. Las otras dos, Izvorălu y Valea Ursului, cubren todo el ciclo primario, hasta el octavo año. Cuando terminan la escuela primaria, los estudiantes que lo desean suelen continuar sus estudios en centros de secundaria de ciudades cercanas, como Strehaia, Severin o Craiova.